# 도마리오루 지청
도마리오루 지청(일본어: 泊居支庁)은 가라후토 청의 지청 중 하나이다. 지청 소재지는 도마리오루 정이다.